# Волков, Александр Евгеньевич
Алекса́ндр Евге́ньевич Во́лков (род. 24 октября 1988, Москва, СССР) — российский боец смешанного стиля. Бывший чемпион Bellator в тяжёлом весе. Чемпион M-1 Challenge в тяжёлом весе. Входит в основной состав бойцов клуба Strela Team (тренер — Тарас Кияшко).
Выпускник МГТУ им Н. Э. Баумана 2011 года (кафедра «Динамика и управление полётом ракет и космических аппаратов» (СМ3). Летом 2022 года вместе с женой и детьми переехал жить в Лас-Вегас.

## Начало карьеры вММАи М-1
Александр начал карьеру в смешанных боях, поскольку ему стало интересно попробовать себя в боях по правилам ММА. В отличие от множества других видов единоборств, где, на взгляд спортсмена, слишком много ограничений, ММА максимально приближено к условиям реального поединка. Свой первый рейтинговый поединок Волков провёл в Санкт-Петербурге, во втором туре M-1 Selection. Тогда его противником был Николай Плешаков, который быстро проиграл нокаутом.

## Контракт с Bellator
В 2012 году подписал контракт с американским промоушн Bellator, представляющим лучших бойцов ММА со всего мира. В Bellator провёл 9 боёв, в 6 из которых одержал победу.
В декабре 2012 года во время финального поединка гран-при Bellator в тяжёлом весе встретился с американским бойцом Ричардом Хейлом. Волков и его команда очень грамотно построили тактический план на бой. Александр выстроил свой поединок от контроля центра, постоянно двигался, менял направление атаки, заставляя соперника постоянно искать варианты своей атаки, тратя при этом силы и время. Пять раундов Драго успешно наносил сопернику удары и прекрасно контратаковал. Как результат,  судьи поединка победу отдали Волкову, тем самым сделав его победителем Гран-при и чемпионом в тяжёлом весе.
В 2015 году контракт с Bellator был прекращён.

## Контракт с М-1
В 2015 году, будучи свободным агентом, Александр вновь подписал контракт с организацией М-1 Global и уже 19 февраля в Москве прошёл первый бой, в котором Волков оспорил вакантный Чемпионский титул M-1 в тяжёлом весе с бойцом из Эстонии Денисом Смолдаревым. Бой окончился победой Александра в начале 3 раунда удушающим приёмом (треугольник).
В июне 2016 года в бою против Аттилы Вея защитил титул чемпиона М-1 в тяжёлом весе.

## Выступления в UFC

#### Дебютный бой с Тимоти Джонсоном
В сентябре 2016 года подписал контракт с UFC и провёл первый бой 19 ноября 2016 года в Белфасте против американца Тимоти Джонсона. Первый раунд боя выдался тяжёлым для Волкова, который, хотя и агрессивно, пошёл вперёд и смог потрясти Джонсона, но пропустил, оказавшись в партере до конца раунда проведя в защите. Второй и третий раунды прошли в спокойном ключе, где Волков был лучше за счёт точности, а Джонсон лишь изредка тревожил своими размашистыми ударами. Как итог — раздельное решение: 29— 28, 27— 30, 29— 28 в пользу Волкова.

#### Бой с Роем Нельсоном
Второй бой провёл в Канзас-Сити 15 апреля 2017 года на турнире UFC on Fox 24 Johnson vs. Reis, соперником стал 40-летний американец Рой Нельсон, который проводил 19-й бой в лиге. 28-летний Волков одержал уверенную победу единогласным решением судей.

#### Бой со Стефаном Стрюве
2 сентября 2017 года в Роттердаме (Голландия) вышел в октагон с голландским великаном Стефан Стрюве. Александр впервые в карьере возглавил турнир UFC, который получил название UFC Fight Night 115: Volkov vs. Struve. Несмотря на полученное рассечение в первом раунде в битве двух самых высоких бойцов UFC, победу одержал Александр Волков техническим нокаутом (удары) в 3-м раунде и получил бонус за бой вечера.

#### Бой с Фабрисио Вердумом
17 марта 2018 года победил Фабрисио Вердума в главном бою UFC Fight Night 127: Werdum vs. Volkov. В первых двух раундах Вердум смог навязать борьбу Волкову в партере, за счёт чего захватил преимущество. Третий раунд остался уже за россиянином, который был хорош в защите. Александр нокаутировал бразильца в четвёртом раунде, когда тот устал и пошёл на последний штурм. Волков получил бонус за выступление вечера. Эта победа стала для него четвёртой подряд в UFC.

#### Бой с Дерриком Льюисом
6 октября 2018 года встретился с американцем Дерриком Льюисом в рамках UFC 229. Волков лидировал по очкам на протяжении почти всего боя, но на исходе заключительного раунда пропустил тяжёлый удар правой и был добит на покрытии за 11 секунд до конца боя, выбыв из гонки за чемпионский титул.

#### Бой с Грегом Харди
В ноябре 2019 года на турнире UFC в Москве его соперником должен был стать бразилец Жуниор дус Сантус, однако в итоге тот отказался от боя из-за болезни и был заменён американцем Грегом Харди. Волков аккуратно провёл бой, лишний раз не рискуя и перебивая соперника на дистанции, после чего забрал победу уверенным единогласным решением всех трёх судей, которые отдали победу Александру со счётом 30— 27. По слухам, гонорар бойца за поединок с Харди составил около $200 тыс.

#### Бой с Кертисом Блэйдсом
20 июня 2020 года встретился в поединке с американцем Кёртисом Блейдсом в главном бою турнира UFC Vegas 3. Бой продлился все пять раундов и, несмотря на то, что по ударам Волков перебил соперника, россиянин ничего не смог противопоставить Блейдсу в партере, а его удары были недостаточно точны, чтобы завершить бой досрочно. В итоге Волков уступил единогласным судейским решением.

#### Бой с Уолтом Харрисом
В свой день рождения, 24 октября 2020 года, на турнире UFC 254 встретился с 10-м номером ростера Уолтом Харрисом. Первый раунд прошёл в обмене ударами в стойке на разной дистанции, за счёт давления и хорошей концовки раунд остался за Волковым. Во втором раунде Волков нанёс точный фронт-кик, пришедшийся прямо в солнечное сплетение американца, после чего тот попятился к клетке, а Александр провёл добивание. И, как итог. победа техническим нокаутом во втором раунде. На взвешивании перед турниром Волков показал рекордные для себя 120,2 кг.

#### Бой с Алистаром Оверимом
6 февраля 2021 года в Лас-Вегасе встретился с № 6 рейтинга тяжеловесом, легендарным Алистаром Оверимом на UFC Fight Night: Оверим vs. Волков. Волков сразу начал давить и работать первым номером поэтому первый раунд остался уверенно за ним. Второй раунд снова прошёл под контролем и давлением Александра и закончился ТКО от «двойки». Статистика показала: 87% ударов пришлись в голову оппонента и пятикратный перевес в точных ударах: 54 (88 выброшенных) против 10 (20). Волков получил бонус за выступление вечера.

#### Бой с Сирилом Ганом
26 июня 2021 года на UFC Fight Night 190 встретился с небитым проспектом, № 3 рейтинга тяжеловесом Сирилом Ганом (8-0, 5-0 в UFC), Победитель противостояния получал титульный шанс. Первая пятиминутка началась с разведки и работы на дистанции от Волкова. Ган включился только в середине, подключив джеб и показывая уверенный бокс, но раунд был близким. Второй раунд остался за французом, он показал значительно большую активность и очень хороший джеб. Следующий раунд снова прошёл при преимуществе Сирила, но ещё более уверенно из-за пассивности Волкова. В 4-м раунде Волков имел отличный эпизод, где сумел потрясти увлекшегося француза, но концовка осталась смазанной. В пятом раунде активность упала, Волков выжидал, Ган работал джебом. За минуту до конца француз попал Волкову пальцем в глаз, в связи с чем пришлось взять паузу на восстановление и осмотр врача. Итог боя: двое боковых выставили 50— 45, 50— 45. Ещё один отдал один раунд россиянину – 49— 46. В следующем бою Ган встретился с Льюисом, победив его и взяв временный пояс чемпиона UFC.

#### Бой с Марчином Тыбурой
30 октября 2021 года на UFC 267 встретился с 8-м номером рейтинга Марчином Тыбурой. Волков уверенно отбивался от попыток Тыбуры провести тейкдаун, а также перебивал соперника на дистанции и в разменах выиграл первый раунд. Второй раунд остался за поляком, где он минимально перебил Волкова по ударам (23-22) в основном за счёт концовки. Третий раунд уверенно забрал Александр, который не дал Тыбуре перевести бой вниз и идеально отработал вторым номером на контратаках, показав перевес по значимым ударам: (29-14). В итоге бой завершился победой Александра единогласным решением судей.

#### Бой с Томом Аспинэллом
19 марта 2022 года в Лондоне на UFC Fight Night Волков vs. Аспиналл в главном бою вечера проиграл идущему на серии из 7 побед, № 11 в рейтинге Тому Аспиналлу (11-2) болевым приёмом на руку в первом раунде. Британец остро и агрессивно начал бой и на первой же минуте перевёл Александра в партер, где попытался сделать кимуру. Попытка оказалась неудачной и Волков смог встать на ноги, хотя и пропустив тяжёлые удары. За полторы минуты до конца раунда британец снова смог перевести Волкова и там, работая локтями, смог выйти на болевой приём — прямой рычаг локтя.

#### Бой с Жаирзиньо Розенстрайком
4 июня 2022 года на UFC Fight Night: Волков vs. Розенстрайк в главном бою вечера победил техническим нокаутом суринамского нокаутёра Жаирзиньо Розенстрайка (12-3) в первом раунде. Волков без разведки пошёл на оппонента, выбрасывая фронт-кики и хай-кики, зацепил справа и нанёс мощную двойку, от которой у соперника вылетела капа, в результате чего рефери остановил бой. Суринамец был недоволен остановкой.

#### Бой с Александром Романовым
11 марта 2023 года на UFC Fight Night: Ян vs. Двалишвили в соглавном бою вечера победил техническим нокаутом Александра Романова (16-1) в первом раунде. С первых секунд раунда молдавский боец сразу же пошёл вперёд и начал прижимать соперника к сетке, но перевести вниз у него не получилось. В стойке, нахватав болезненных ударов. Романов оказался в партере и отдал Волкову спину, оказавшись под градом ударов с обеих рук. Рефери остановил бой зафиксировав ТКО.

#### Бой с Таем Туивасой
9 сентября 2023 в Сиднее на турнире UFC 293 встретился с местным бойцом, 6-м рейтинга Таем Туивасой (14-5). Седьмой номер рейтинга Волков выиграл первый раунд, будучи более точным в стойке, Второй раунд Туиваса хорошо начал, но ближе к концу раунда второй раз оказался внизу, пропуская удары. За 30 секунд до конца Волков провёл удушающий приём иезекиль, заставив соперника сдаться.

#### Бой с Сергеем Павловичем
22 июня 2024 года в дебютном для UFC турнире в Эр-Рияде (Саудовская Аравия) встретился с другим топ-тяжеловесом из России Сергеем Павловичем. Бой стал соглавным событием турнира UFC on ABC 6. Главным боем вечера был претендентский бой в среднем весе между Икрамом Алискеровым и Робертом Уиттакером. Первый раунд прошёл в разведке, где Павлович лишал пространства, давил и заряжался на одиночный удар. Волков работал вторым номером, но был активней и выбрасывал много ударов. Второй раунд бойцы также провели в стойке и активизировались, но рисунок боя не поменялся. Волков больше наносил точных ударов и работал по этажам, Сергей ушёл на перерыв с кровотечением из носа. В третьей пятиминутке Александр начисто перебил в стойке своего оппонента. Итог боя: (30— 27, 30— 27, 29— 28 Волкову). После боя Сергей Павлович в расстроенных чувствах грубо оттолкнул подошедшего к нему после боя со словами благодарности Волкова.

#### Реванш с Сирилом Ганом
В ночь на 8 декабря 2024 года в Лас-Вегасе (США) на арене T-Mobile состоялся турнир UFC 310. В мейн-карде последнего номерного ивента UFC в 2024 году провел матч-реванш с Сирилом Ганом. В первом раунде Волков сразу пошёл вперед и искал удачу в борьбе. Ему удалось 2 раза перевести француза, Сирил же смог записать в актив один тейкдаун, но был впереди по акцентированным ударам (10-7). Второй раунд прошёл в стойке, Волков активно действовал ногами, проходили хайкики в голову. В копилку Волкова можно также отдать бэкфист, который застал врасплох Гана. Француз отметился правым в голову, после чего провёл тейкдаун, но удержать внизу Александра долго не смог. После второго раунда статистика ударов была следующей: минимально за Волковым по ударам в голову и в корпус (13-16 и 12-13), а по лоу-кикам Ган был значительно впереди (19-2). В начале третьей пятиминутки Волков перевёл Гана, бойцы почти всё время были в полупозиции, где контроль оставался за Волковым, но удары были без акцента. Финальная статистика была следующей: удары 49-84 в пользу Волкова, акцентированные удары 41-33 в пользу Гана, 3/2 по тейкдаунам в пользу Волкова, также он был впереди по времени контроля в партере. Мнения судей разделились: двое отдали 29-28 Сирилу Гану, а третий — 29-28 — Александру Волкову. После объявления решения Ган попытался уйти из клетки, но был возвращён своим тренером и официальными лицами UFC. Президент UFC Дана Уайт посчитал Волкова победителем, объяснив решение судей: «Вы слышали недовольный гул публики!», — заявил руководитель организации на пресс-конференции после UFC 310. «Я подошёл к Волкову и извинился перед ним. Я думал, что он выиграл бой, а глава комиссии подошёл ко мне и сказал: «Мы считаем, что второй раунд был очень близким и мог уйти в любую сторону». Они привели мне аргументы, почему бой был оценён именно так. Не имеет значения, кого я считаю победителем – в конце концов, они решают, кто победил, а кто проиграл». Затем стало известно, что команда Волкова подаст протест на бой и Александр остаётся претендентом на титул. Также 19 из 20 независимых судей признали победу Волкова. Стоит отметить, что по итогам 2024 года судейское решение данного поединка попало в Топ-5 самых спорных решений UFC 2024 года, где заняло 1-е место.

## Титулы и достижения
- Чемпион Москвы по карате.
- Трёхкратный чемпион Москвы по панкратиону.
- Финалист командного чемпионата России по версии «M-1» (2009).
- Победитель двух Grand Prix Bellator Fighting Championships в тяжёлом весе (2012, 2014). Чемпион Bellator в тяжёлом весе.
- Финалист Grand Prix М1 Selection 2016 в тяжёлом весе. Дата обращения: 1 июля 2016. Архивировано из оригинала 29 апреля 2009 года. Чемпион M-1 Challenge в тяжёлом весе.
- Чёрный пояс Микс-файт Цу Син Гэн. Архивная копия от 31 октября 2018 на Wayback Machine.
- Коричневый пояс по Кёкусинкай.
- Чёрный пояс по бразильскому джиу-джитсу.
- Чёрный пояс по Асихара-карате.

#### Ultimate Fighting Championship
- Обладатель премии «Лучший бой вечера» (один раз) против Стефана Струве.
- Обладатель премии «Выступление вечера» (два раза) против Фабрисиу Вердума и Алистара Оверима.

## Список боёв

### Смешанные единоборства
| Боёв 49  | Побед 38 | Поражений 11 |
| -------- | -------- | ------------ |
| Нокаутом | 24       | 2            |
| Сдачей   | 4        | 3            |
| Решением | 10       | 6            |

| Результат | Рекорд | Соперник              | Способ                                   | Турнир                                     | Дата             | Раунд | Время | Место                          | Примечание                                                                     |
| --------- | ------ | --------------------- | ---------------------------------------- | ------------------------------------------ | ---------------- | ----- | ----- | ------------------------------ | ------------------------------------------------------------------------------ |
| Поражение | 38-11  | Сирил Ган             | Раздельное решение                       | UFC 310                                    | 7 декабря 2024   | 3     | 5:00  | Лас-Вегас, США                 |                                                                                |
| Победа    | 38-10  | Сергей Павлович       | Единогласное решение                     | UFC on ABC: Уиттакер vs. Алискеров         | 22 июня 2024     | 3     | 5:00  | Эр-Рияд, Саудовская Аравия     |                                                                                |
| Победа    | 37-10  | Тай Туиваса           | Сдача (удушение иезекииля)               | UFC 293                                    | 9 сентября 2023  | 2     | 4:37  | Сидней, Австралия              |                                                                                |
| Победа    | 36-10  | Александр Романов     | TKO (удары)                              | UFC Fight Night: Ян vs. Двалишвили         | 11 марта 2023    | 1     | 2:16  | Лас-Вегас, Невада, США         |                                                                                |
| Победа    | 35-10  | Жаирзиньо Розенстрайк | TKO (удары)                              | UFC Fight Night: Волков vs. Розенстрайк    | 4 июня 2022      | 1     | 2:12  | Лас-Вегас, США                 |                                                                                |
| Поражение | 34-10  | Том Аспиналл          | Сдача (прямой рычаг локтя)               | UFC Fight Night: Волков vs. Аспиналл       | 19 марта 2022    | 1     | 3:45  | Лондон, Англия                 |                                                                                |
| Победа    | 34-9   | Марчин Тыбура         | Единогласное решение                     | UFC 267                                    | 30 октября 2021  | 3     | 5:00  | Абу-Даби, ОАЭ                  |                                                                                |
| Поражение | 33-9   | Сирил Ган             | Единогласное решение                     | UFC Fight Night: Gane vs. Volkov           | 26 июня 2021     | 5     | 5:00  | Лас-Вегас, США                 |                                                                                |
| Победа    | 33-8   | Алистар Оверим        | TKO (удары)                              | UFC Fight Night: Оверим vs. Волков         | 6 февраля 2021   | 2     | 2:06  | Лас-Вегас, США                 | Выступление вечера.                                                            |
| Победа    | 32-8   | Уолт Харрис           | TKO (удар ногой в корпус и удары руками) | UFC 254                                    | 24 октября 2020  | 2     | 1:15  | Абу-Даби, ОАЭ                  |                                                                                |
| Поражение | 31-8   | Кёртис Блейдс         | Единогласное решение                     | UFC on ESPN: Blaydes vs. Volkov            | 20 июня 2020     | 5     | 5:00  | Лас-Вегас, США                 |                                                                                |
| Победа    | 31-7   | Грег Харди            | Единогласное решение                     | UFC Fight Night: Zabit vs. Kattar          | 11 ноября 2019   | 3     | 5:00  | Москва, Россия                 |                                                                                |
| Поражение | 30-7   | Деррик Льюис          | KO (удары)                               | UFC 229                                    | 6 октября 2018   | 3     | 4:49  | Лас-Вегас, США                 |                                                                                |
| Победа    | 30-6   | Фабрисиу Вердум       | KO (удары)                               | UFC Fight Night: Werdum vs. Volkov         | 17 марта 2018    | 4     | 1:38  | Лондон, Англия                 | Выступление вечера.                                                            |
| Победа    | 29-6   | Стефан Стрюве         | TKO (удары)                              | UFC Fight Night: Volkov vs. Struve         | 2 сентября 2017  | 3     | 3:30  | Роттердам, Нидерланды          | Бой вечера.                                                                    |
| Победа    | 28-6   | Рой Нельсон           | Единогласное решение                     | UFC on Fox: Johnson vs. Reis               | 15 апреля 2017   | 3     | 5:00  | Канзас-Сити, США               |                                                                                |
| Победа    | 27-6   | Тимоти Джонсон        | Раздельное решение                       | UFC Fight Night: Mousasi vs. Hall 2        | 19 ноября 2016   | 3     | 5:00  | Белфаст, Северная Ирландия     | Дебют в UFC                                                                    |
| Победа    | 26-6   | Аттила Вег            | KO (удары)                               | M-1 Challenge 68                           | 16 июня 2016     | 1     | 2:38  | Санкт-Петербург, Россия        | Защитил титул чемпиона M-1 Global в тяжёлом весе.                              |
| Победа    | 25-6   | Денис Смолдарев       | Сдача (треугольник)                      | M-1 Challenge 64                           | 19 февраля 2016  | 3     | 0:41  | Москва, Россия                 | Завоевал титул чемпиона M-1 Global в тяжёлом весе.                             |
| Поражение | 24-6   | Чейк Конго            | Единогласное решение                     | Bellator 139                               | 26 июня 2015     | 3     | 5:00  | Малвейн, Канзас, США           |                                                                                |
| Поражение | 24-5   | Тони Джонсон          | Раздельное решение                       | Bellator 136                               | 10 апреля 2015   | 3     | 5:00  | Ирвайн, Калифорния, США        |                                                                                |
| Победа    | 24-4   | Алексей Кудин         | Единогласное решение                     | Union MMA Pro                              | 21 февраля 2015  | 3     | 5:00  | Краснодар, Россия              |                                                                                |
| Победа    | 23-4   | Рой Боутон            | TKO (удары)                              | Tech-Krep FC: Battle of Heroes             | 12 декабря 2014  | 1     | 0:40  | Санкт-Петербург, Россия        |                                                                                |
| Победа    | 22-4   | Благой Иванов         | Сдача (удушение сзади)                   | Bellator 120                               | 17 мая 2014      | 2     | 1:08  | Саутавен, Миссисипи, США       | Финал гран-при тяжёлого веса.                                                  |
| Победа    | 21-4   | Майти Мо              | KO (удар ногой в голову)                 | Bellator 116                               | 11 апреля 2014   | 1     | 2:44  | Темекьюла, Калифорния, США     | 1/2 гран-при тяжёлого веса.                                                    |
| Победа    | 20-4   | Марк Холата           | ТKO (удары)                              | Bellator 111                               | 7 марта 2014     | 1     | 1:21  | Такервилл, Оклахома, США       | 1/4 гран-при тяжёлого веса.                                                    |
| Поражение | 19-4   | Виталий Минаков       | TKO (удары)                              | Bellator 108                               | 15 ноября 2013   | 1     | 2:57  | Атлантик-Сити, Нью-Джерси, США | Утратил титул чемпиона Bellator в тяжёлом весе.                                |
| Победа    | 19-3   | Ричард Хейл           | Единогласное решение                     | Bellator 84                                | 14 декабря 2012  | 5     | 5:00  | Хаммонд, Индиана, США          | Финал гран-при тяжёлого веса. Завоевал титул чемпиона Bellator в тяжёлом весе. |
| Победа    | 18-3   | Винисиус Кейрус       | TKO (удары)                              | Bellator 80                                | 9 ноября 2012    | 2     | 4:59  | Холливуд, Флорида, США         | 1/2 гран-при тяжёлого веса.                                                    |
| Победа    | 17-3   | Бретт Роджерс         | Единогласное решение                     | Bellator 75                                | 5 октября 2012   | 3     | 5:00  | Хаммонд, Индиана, США          | 1/4 гран-при тяжёлого веса.                                                    |
| Победа    | 16-3   | Стефан Станкович      | TKO (удары)                              | FEFoMP: Mayor Cup 2012                     | 26 мая 2012      | 1     | 4:27  | Хабаровск, Россия              |                                                                                |
| Победа    | 15-3   | Рикко Родригес        | Единогласное решение                     | BF: Baltic Challenge 3                     | 23 февраля 2012  | 3     | 5:00  | Калининград, Россия            |                                                                                |
| Победа    | 14-3   | Арсен Абдулкиримов    | TKO (удары)                              | M-1 Global: Fedor vs. Monson               | 20 ноября 2011   | 1     | 0:26  | Москва, Россия                 |                                                                                |
| Победа    | 13-3   | Баходир Ибрагимов     | TKO (удары)                              | MMA Corona Cup 1                           | 7 октября 2011   | 2     | 2:22  | Москва, Россия                 |                                                                                |
| Победа    | 12-3   | Недьялко Караджов     | TKO (удары)                              | League-70: Russia vs. Brazil               | 5 августа 2011   | 1     | 2:41  | Сочи, Россия                   |                                                                                |
| Победа    | 11-3   | Денис Гольцов         | TKO (удары)                              | M-1 Challenge 25: Zavurov vs. Enomoto      | 28 апреля 2011   | 2     | 3:05  | Санкт-Петербург, Россия        |                                                                                |
| Победа    | 10-3   | Руслан Чапко          | TKO (удары)                              | Mix Fight Tournament                       | 15 января 2011   | 1     |       | Воронеж, Россия                |                                                                                |
| Поражение | 9-3    | Патрик Беннет         | Единогласное решение                     | M-1 Challenge 22: Narkun vs. Vasilevsky    | 10 декабря 2010  | 4     | 5:00  | Москва, Россия                 |                                                                                |
| Победа    | 9-2    | Евгений Бабич         | TKO (удары)                              | LM: Tournament 3                           | 18 сентября 2010 | 1     | 2:10  | Липецк, Россия                 |                                                                                |
| Победа    | 8-2    | Эльдар Ягудин         | TKO (удары)                              | Ratnoe Pole                                | 7 августа 2010   | 1     | 4:34  | Рязань, Россия                 |                                                                                |
| Поражение | 7-2    | Максим Гришин         | Сдача (удушение сзади)                   | M-1 Selection 2010: Eastern Europe Finals  | 22 июля 2010     | 1     | 1:39  | Москва, Россия                 | Финал чемпионата Восточной Европы.                                             |
| Победа    | 7-1    | Александр Ромащенко   | Сдача (удушение сзади)                   | M-1 Selection 2010: Eastern Europe Round 3 | 28 мая 2010      | 1     | 2:59  | Киев, Украина                  | 1/2 чемпионата Восточной Европы.                                               |
| Победа    | 6-1    | Виталий Яловенко      | TKO (остановка доктора)                  | M-1 Selection 2010: Eastern Europe Round 2 | 10 апреля 2010   | 2     | 1:05  | Киев, Украина                  | 1/4 чемпионата Восточной Европы.                                               |
| Победа    | 5-1    | Ибрагим Магомедов     | Единогласное решение                     | M-1 Challenge 20: 2009 Finals              | 3 декабря 2009   | 3     | 5:00  | Санкт-Петербург, Россия        | Финал командного чемпионата России.                                            |
| Победа    | 4-1    | Смбат Закарян         | TKO (удары)                              | ProFC: Union Nation Cup 3                  | 30 октября 2009  | 1     | 4:20  | Ростов-на-Дону, Россия         | 3-й этап чемпионата Восточной Европы.                                          |
| Победа    | 3-1    | Абдулхалик Магомедов  | TKO (удары)                              | M-1 Challenge: 2009 Selections 8           | 4 октября 2009   | 1     | 4:43  | Москва, Россия                 | 8-й этап командного чемпионата России.                                         |
| Поражение | 2-1    | Ахмед Султанов        | Сдача (рычаг локтя)                      | M-1 Challenge: 2009 Selections 4           | 24 июня 2009     | 1     | 2:50  | Санкт-Петербург, Россия        | 4-й этап командного чемпионата России.                                         |
| Победа    | 2-0    | Адам Алиханов         | TKO (удары)                              | M-1 Challenge: 2009 Selections 3           | 28 мая 2009      | 1     | 0:20  | Санкт-Петербург, Россия        | 3-й этап командного чемпионата России.                                         |
| Победа    | 1-0    | Николай Плешаков      | TKO (удары)                              | M-1 Challenge: 2009 Selections 2           | 19 апреля 2009   | 1     | 1:20  | Санкт-Петербург, Россия        | 2-й этап командного чемпионата России.                                         |